# André Derrien
André Derrien, né le 31 juillet 1895 à Quimper et mort le 4 avril 1994 à Fouesnant, est un marin français.
Il est sacré champion olympique de voile en épreuve de 8 mètres JI aux Jeux olympiques d'été de 1928 d'Amsterdam.